# Lista över offentlig konst i Norrtälje kommun
Lista över offentlig konst i Norrtälje kommun är en ofullständig förteckning över främst utomhusplacerad offentlig konst i Norrtälje kommun.
| Titel                                                | Konstnär(er)           | Årtal | Beskrivning | Typ - material                  | Plats Koordinater | Bild                                  |
| ---------------------------------------------------- | ---------------------- | ----- | --- | ------------------------------- | --- | ------------------------------------- |
| Vågor i havet                                        | Alf Olsson             | 1985  | | Emalj                           | Urspungligen placerad på badhuset som revs 2015, konstverket placerades vid Norrtäljeån, för att senare förvaras i Norrtälje Konsthall koordinater saknas |                                       |
| Paret Även känd som: Kärlekspar                      | Anders Jansson         | 2004  | | Skulptur - Gjuten brons         | Rodengymnasiet 59.76403, 18.70252 | Paret                                 |
| Minnesmärke över balternas flykt över Östersjön 1944 | Anders Jansson         | 2014  | | Skulptur - Brons och vätögranit | Societetsparken 59.75645, 18.71988 | Fler bilder                           |
| Vinge                                                | Bengt Grandin          | 2000  | | skulptur - Stål                 | Societetsparken 59.75705, 18.71597 | Vinge                                 |
| Prinsarna på slottet                                 | Christian Partos       | 1994  | | Fontän - Brons och koppar       | Stora torget 59.75718, 18.70322 | Prinsarna på slottet                  |
| Ruriks skepp                                         | Clarence Blum          | 1974  | | skulptur - Brons                | Bergsgatan/Tillfällegatan 59.75744, 18.70813 | Ruriks skepp                          |
| Folkflinet                                           | Eugen Krajcik          | 1989  | | skulptur - Corténstål           | Skvallertorget 59.75685, 18.70561 | Folkflinet                            |
| Apa                                                  | Hermine Keller         | 2010  | | skulptur - Brons                | Societetsparken 59.75701, 18.71313 | Apa                                   |
| Havsstenen                                           | Håkan Bonds            | 1959  | | Fontän - granit                 | Lilla torget 59.75791, 18.70521 | Havsstenen                            |
| Sju sjöar                                            | Jonas Fredlund         | 1999  | | Granit                          | Rimbo 59.74387, 18.36687 | Sju sjöar                             |
| Växthus                                              | Karin Ulvsdotter       | 2001  | | Granit                          | Uppsalavägen/Carl Wahrens väg, Hallstavik koordinater saknas                                                                                              |                                       |
| Flickan som försvann                                 | Klara Kristalova       | 2011  | Skulpturgrupp bestående av de 6 delarna: Flicka och blomma, Under, Svanen , Pöl, Röse och Flyg fula fluga flyg | skulpturgrupp - Brons           | Gustaf II Adolfs park 59.75774, 18.70432 | Fler bilder                           |
| Livskraft                                            | Konrad Nyström         | 1981  | | Järn                            | Lommarskolan 59.76171, 18.6712 | Livskraft                             |
| Nils Ferlin                                          | Konrad Nyström         | 2000  | | byst - Målat gjutet järn        | Nils Ferlins gränd 59.75749, 18.7038 | Nils Ferlin                           |
| Öst-väst                                             | Konrad Nyström         | 1972  | | Relief - Målat gjutet järn      | Pelikanhuset 59.75714, 18.70418 | Öst-väst                              |
| Bulldogg                                             | Kristina Jansson       | 1998  | | Gjuten betong                   | Rondell, Uppsalavägen/Gottstavägen, Hallstavik koordinater saknas                                                                                         |                                       |
| Vågspel                                              | Leo Janis Brieditis    | 1981  | | Stål                            | Kristinagården, Hallstavik koordinater saknas |                                       |
| Rådhuset Norrtälje                                   | Leo Janis Brieditis    | 1981  | | Relief - Metall                 | Kommunhuset koordinater saknas | Rådhuset Norrtälje                    |
| Livsstenen                                           | Lo A Månsson           | 2000  | | Granit                          | Harg, Vätö koordinater saknas |                                       |
| The Spotlight Kid                                    | Olov Tällström         | 2011  | | Diabas, fiberoptik              | Billborgsparken 59.76003, 18.70516 | The Spotlight Kid                     |
| Idoghetens brunn                                     | Olle Adrin             | 1953  | | Lekskulptur - Betong            | Kvisthamraskolan koordinater saknas |                                       |
| Mormor                                               | Pye Engström           | 1981  | | Gjuten betong                   | Skederids skola, Finsta 59.73839, 18.50021 | Mormor                                |
| Knuten                                               | Ronny Aldehag Tommy Ax |       | | Relief - Trä                    | Viby friskola, Rimbo koordinater saknas |                                       |
| Tummelisa                                            | Stig Blomberg          |       | Konstverket försvann 2010, och har inte återfunnits                                                            | Marmor                          | Roslagsparken 59.76015, 18.70702 |                                       |
| Huggen sten                                          | Åsa Östlund            | 2000  | | Fontän - Granit                 | Älmsta koordinater saknas |                                       |
| Sjöfares sten                                        | Åsa Östlund            | 1999  | | Granit                          | Väddö kanal, Älmsta koordinater saknas |                                       |
| Huggen sten                                          | Örjan Asplund          |       | | Fontän - Granit                 | Centrumtorget, Hallstavik koordinater saknas |                                       |
| Mathilda Sofia                                       | Lena Lervik            | 1999  | | skulptur - brons                | Roslagens Sparbank 59.75366, 18.70127 | Mathilda Sofia                        |
| Beredskapsmonument                                   | J.H Zachrisson         | 1940  | | byst - granit                   | Roslagens luftvärnsregemente 59.7511, 18.6755 | Beredskapsmonument                    |
| Stromatoporoider och Dürer's polyeder                | Sivert Lindblom        | 2006  | | skulptur - brons                | Roslagens Sparbank 59.75879, 18.70294 | Stromatoporoider och Dürer's polyeder |
| Söderarms fyr                                        | Sivert Lindblom        | 2006  | | skulptur - brons                | Roslagens Sparbank 59.75879, 18.70294 | Söderarms fyr                         |
| Postbåten Poseidon                                   | Sivert Lindblom        | 2006  | | skulptur - brons                | Roslagens Sparbank 59.75879, 18.70294 | Postbåten Poseidon                    |
| Fontän med tre mindre skulpturer                     | Sivert Lindblom        | 2006  | | fontän - brons                  | Roslagens Sparbank 59.75879, 18.70294 | Fontän med tre mindre skulpturer      |
| Länsman                                              | Alfred Quick           | 1946  | | skulptur - vätögranit           | Vätöberg, Vätö 59.80399, 19.00045 | Länsman                               |
| Lidströms kummel Även känd som: Här för oss de var   | Okänd                  | 2009  | | minnesmärke                     | Grisslehamns hamn 60.09993, 18.80993 | Lidströms kummel                      |
| Postens gång                                         | Okänd                  |       | | Mosaik                          | Norrtälje, postens gamla lokaler 59.75881, 18.70342 | Postens gång                          |